# Prinz Eisenherz

Logo der deutschen Ausgabe

Prinz Eisenherz (im englischen Original Prince Valiant) ist der Name einer US-amerikanischen Comic-Serie, die von ihrem Schöpfer in den Sagenkreis um König Artus und die Ritter seiner Tafelrunde eingefügt wurde. Sie wurde ab 1937 von Hal Foster geschrieben und gezeichnet. 1971 endete Fosters Tätigkeit als Zeichner, 1980 auch seine Autorschaft. Fortgeführt wurde die Serie von Cullen Murphy als Szenarist und John Cullen Murphy als Zeichner, seit 2004 fungierten Mark Schultz als Autor und Gary Gianni als Zeichner. Wie im April 2012 bekannt wurde, hatte Gary Gianni seine Zeichenarbeit am Comic Ende März des gleichen Jahres beendet. Ihm folgte als neuer Zeichner Thomas Yeates, sein erster Strip trägt das Datum 1. April 2012 (Folge 3921). Mark Schultz arbeitete als Szenarist weiter am Comic mit.
Die sehr realistischen und detailgetreuen Zeichnungen Fosters hoben die Serie von vergleichbaren zeitgenössischen Werken ab. Unterstützt wird die Wirkung der Bilder durch das große Originalformat (ein typisches Einzelbild hat fast A4-Größe) und das Fehlen von Sprechblasen. Der Text wird als Untertitel eingesetzt. Die Serie wurde ursprünglich für den Abdruck in Zeitungen konzipiert, es erschien eine Seite pro Woche, weshalb der Zeichner sehr sorgfältig und detailliert arbeiten konnte. Nach eigenen Angaben (1970) investierte Foster wöchentlich etwa 53 Stunden in die Erstellung einer einzelnen Episode.

## Literarisches Sujet und Anachronismen
Eisenherz ist unter anderem ein Ritter von König Artus’ Tafelrunde. Die Serie bezieht sich dabei einerseits ausdrücklich auf historische Überlieferungen, nimmt sich aber andererseits sehr große Freiheiten: Die Handlung soll zur Zeit des Untergangs des weströmischen Imperiums im 5. Jahrhundert n. Chr. spielen, in die häufig der historische Hintergrund der Artussage eingeordnet wird. Eisenherz selbst wird, wie dem Comic vom 9. April 1939 zu entnehmen ist, im Jahr 433 n. Chr. zum Ritter geschlagen. (Ritter gab es in der Spätantike nicht.) Zugleich soll er ein Wikingerprinz der mehrere Jahrhunderte späteren Wikingerzeit (um 900 n. Chr.) sein. Die Burgen, Rüstungen und Waffen sowie der allgemeine Stand der Kultur und die Kriegstaktiken wiederum entsprechen am ehesten dem Hochmittelalter des 13. Jahrhunderts.
Entsprechend entstehen in manchen Folgen der Serie unrealistische Begegnungen und Überschneidungen zwischen römischen Legionären, griechischen Phalangen, Wikingern, Rittern oder Hunnen. Hal Foster war sich dieser Anachronismen durchaus bewusst (If I drew – King Arthur – as my research has shown, nobody would believe it…), war jedoch der Meinung, dass ein König Artus „eingewickelt in Felle und bekleidet mit ein paar zurückgelassenen römischen Rüstungsteilen“ nicht den Erwartungen seiner Leser entspreche (I cannot draw King Arthur with a black beard, dressed in bearskins and a few odds and ends of armor that the Romans left when they went out of Britain, because that is not the image people have).

## Inhalt

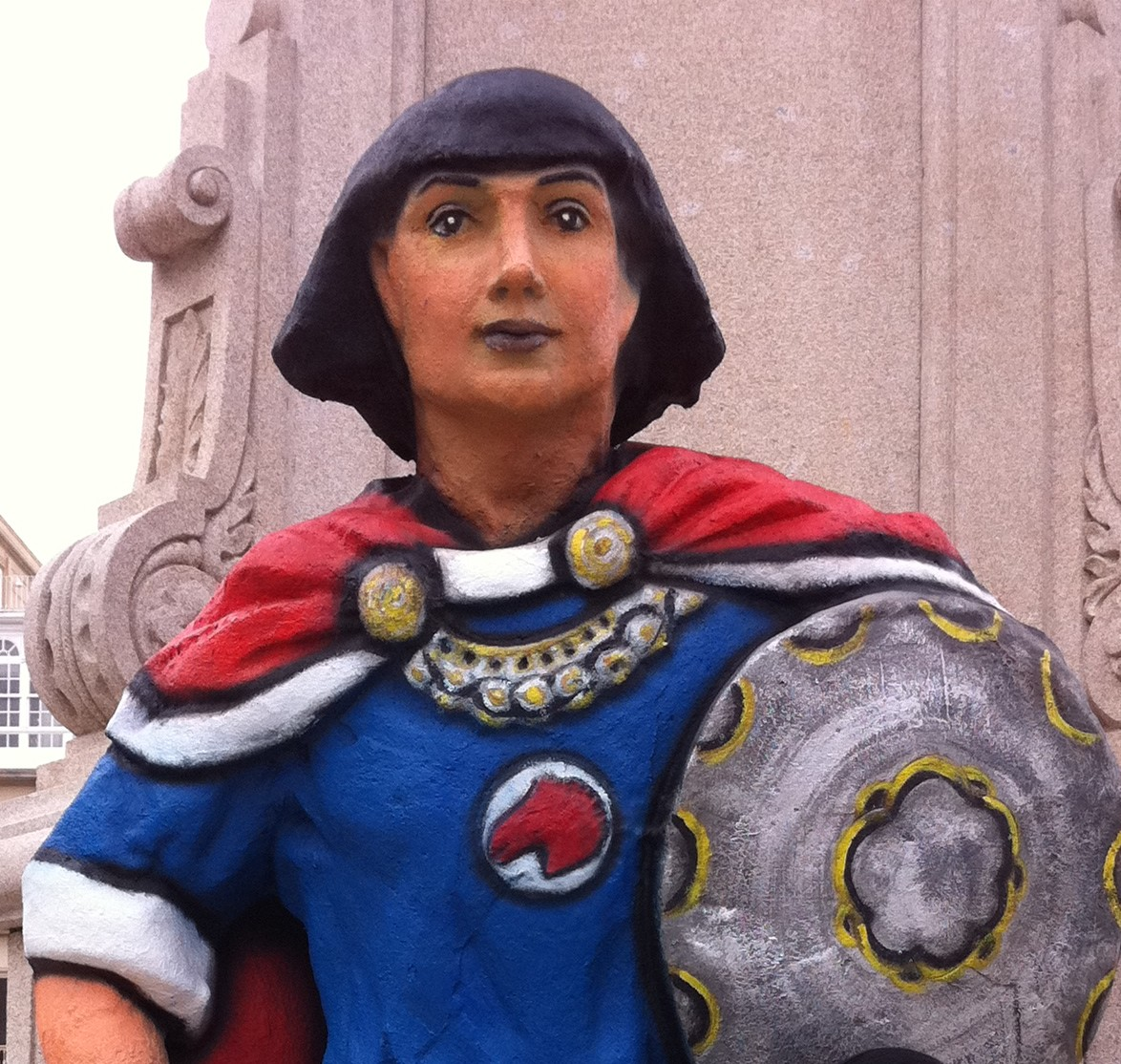
Prinz-Eisenherz-Statue in A Coruña, Spanien

Eisenherz ist ein Wikingerprinz aus Thule, einem sagenhaften Königreich im hohen Norden (im Comic in Norwegen angesiedelt). Nach Vertreibung seines Vaters Aguar durch den Verräter Sligon nach Britannien (in ein Gebiet an der Ostküste namens The Wash) kommt Eisenherz im Jahr 425 n. Chr. als Knabe an Artus’ Hof der sagenhaften Burg Camelot. Er wird Knappe des Ritters Gawain und später Ritter der Tafelrunde. Das „Singende Schwert“ – die Klinge „Flamberg“ –, das ihm sein Rivale und späterer Freund Prinz Arn von Ord im Kampf gegen eine feindliche Übermacht überreicht, hilft ihm in vielen Kämpfen gegen Sachsen, Hunnen und Seeräuber.
Später lernt er Aleta kennen, die Herrscherin über eine Inselgruppe in der Ägäis (die „Nebelinseln“). Nach allerlei Irrfahrten, die an das Schicksal Odysseus’ im homerischen Epos erinnern, finden sie zueinander und heiraten (veröffentlicht am 10. Februar 1946). Der älteste Sohn Arn (erstmals am 31. August 1947) wird im Laufe der Zeit selbst Ritter und spielt eine wichtige Rolle, vor allem in den späten Abenteuern. 1951 erschien auf den Sonntagsseiten der Zeitungen zusätzlich ein weibliches Zwillingspärchen (Karen und Valeta) des Paares, gefolgt von zwei weiteren Söhne, Galan (1962) und Nathan (1979). Der jüngste Sohn wird aus einem Racheakt heraus von Gefolgsleuten des oströmischen Herrschers Justinian (reg. 527 bis 565) entführt und schließlich zu einem jüdischen Bauernehepaar gebracht, das dem Jungen den Namen Nathan gibt und ihn liebevoll einige Zeit aufzieht, bis er von Arn gefunden wird und zurück zu seiner Familie kommt.
Deutlich ist bei Prinz Eisenherz ein Einfluss der Zeitgeschichte zu erkennen: Der Held mit seinem ritterlichen Gerechtigkeitssinn weicht insbesondere nach dem Zweiten Weltkrieg einer komplizierten Beziehungs-, Liebes- und später Familiengeschichte mit Aleta, der Königin der Nebelinseln. Die Geschichte führt jetzt durch ferne Lande und hebt die weibliche(n) Rolle(n) auch als gleichwertige Lebenspartner und Kämpfer stärker hervor, die (im Falle von Aleta) Prinz Eisenherz im (Fieber-)Wahn sicher geleitet.
Die Serie führt Prinz Eisenherz durch die Epochen auf weltweite Reisen, von Wikingerfahrten in die Neue Welt, in die Weiten Russlands und die Urwälder Afrikas über Wallfahrten nach Jerusalem und durch den Orient bis hin zu Aufenthalten in – dem bereits vom Verfall gezeichneten – Rom, wo er unter anderem Zeuge der Ermordung des Flavius Aëtius wird, und in anderen Ländern Europas, wie Gallien, Britannien, Irland und Germanien. In der Serie immer wiederkehrende Heimat- und Bezugsorte von Prinz Eisenherz sind die von Foster der traditionellen europäischen Mythologie entlehnten Stätten Thule und Camelot sowie die – von Foster ersonnenen, von ihm im Griechischen verorteten – Nebelinseln. Neben Wüsten und Wäldern bereist der Prinz von Thule Berge, Gletscher und alle erdenklichen Landschaften.
Ein dramatischer Höhepunkt der Serie ist der Kampf von Prinz Eisenherz mit dem Seeräuber Ulfrun vor der Kulisse der Niagarafälle in der Neuen Welt (1946/47): Ulfrun raubt Aleta und entführt sie über das große Meer. Eisenherz folgt ihm vorbei an den Shetlandinseln, den Färöern, an Island und Grönland und erreicht neues, unbekanntes Land im Westen. An der Küste von Neufundland entlang fahren die Wikinger über den Sankt-Lorenz-Strom tief hinein nach Kanada, Fosters Geburtsland. 1.000 Jahre vor Kolumbus stellt Eisenherz seinen Gegner an den Niagarafällen. Doch bevor es zum Zweikampf kommt, weicht Ulfrun zurück und stürzt in den „Mahlstrom“. Eisenherz gewinnt Aleta wieder, die von ihm einen Sohn erwartet. Als erster „weißer Amerikaner“ wird Prinz Arn auf dem Boden der Neuen Welt geboren.

## Veröffentlichung
Prinz Eisenherz wurde zunächst als farbige Beilage in acht amerikanischen Zeitungen veröffentlicht. Die erste Folge erschien am 13. Februar 1937 in der Wochenendausgabe des New York Journals. 1980 erschien er in 325 Zeitungen. Auch heute noch werden in vielen Sprachen die neuen Fortsetzungen der Saga publiziert. Jede Woche wird eine aktuelle Fortsetzung unter anderem auf comicskingdom.com veröffentlicht.
Seit 1939 erscheinen die ins Deutsche übersetzten Seiten der Abenteuer von Prinz Eisenherz bei verschiedenen Verlagen, darunter seit 1987 im Carlsen Verlag in der bis 2017 einzigen Gesamtausgabe. Im Jahr 2010 schloss diese Reihe zu den amerikanischen Sonntagsseiten mit halbjährlichem Abstand (26 Seiten) auf. Weil in Amerika jährlich nur 52 neue Folgen (einmal wöchentlich am Sonntag) erschienen, konnte in Deutschland vom Verlag jährlich lediglich ein Fortsetzungsband veröffentlicht werden. Der Carlsen-Verlag legte deshalb 2014 eine halbjährige Pause bei seinen aktuellen Veröffentlichungen ein. Im Jahr 2017 erschien letztmals ein solcher Fortsetzungsband bei Carlsen, denn der Verlag verständigte sich mit Bocola darauf, dass er seine Alben mit Band 91 (Folgen 4053–4098) einstellt.
Zwischen 2006 und 2012 erschien im Bocola Verlag eine digital bearbeitete 17-bändige Prinz-Eisenherz-Buchausgabe (Serie I) mit den 1788 von Hal Foster getexteten und gezeichneten Seiten in ursprünglicher Kolorierung (Jahrgänge 1937–1971). Ein Zusatzband würdigt das Foster-Werk in Text und Bild. Personen und Handlungsstränge, Technik und Biografisches über den Autor sind darin auf 144 Seiten zusammengetragen.
Parallel dazu begann eine zweite Bocola-Edition mit den von Murphy gezeichneten Seiten (Serie II). Darin sind die zehn den Foster-Episoden folgenden Jahrgänge (1971–1980) veröffentlicht, die von Foster noch getextet und vorgezeichnet, aber vom Nachfolger Murphy in Reinzeichnungen umgesetzt wurden, sowie sämtliche von Murphy ohne Foster gestalteten Episoden. Foster war 1981 aus gesundheitlichen Gründen komplett aus der Serie ausgeschieden. Ab diesem Zeitpunkt oblagen Text, Bild und Layout der Reihe allein dem von Foster ausgewählten Nachfolger John Cullen Murphy, zusammen mit seinem Sohn Cullen Murphy (Text) und seiner Tochter Mairead Murphy (Lettering/Color) setzte er die Serie bis 2004 mit der Folge 3501 fort.
Als dritter Zeichner in der jahrzehntelangen Geschichte des Epos startete mit Folge 3502 der Zeichner Gary Gianni und zeichnete die Erzählung bis zur Folge 3920 fort. Die von ihm gezeichneten Seiten erschienen bei Bocola seit dem Band 17 der Serie II. Nach acht Jahren Mitarbeit reichte Gianni 2012 den Zeichenstift an den vierten Zeichner, Thomas Yeates, weiter. Dieser startete am 1. April mit der Folge 3921 und führt die Serie bis heute fort. Diese Seiten sind in der Bocola-Buchreihe von Band 21 an zu finden. Im März 2025 ist Band 27 mit den beiden Jahrgängen 2023/2024 (Folgen 4482–4586) erschienen.
Der Bocola-Verlag hat als Ergänzung der Foster-Saga im November 2019 und März 2020 zwei Sonderbände veröffentlicht, die die siebenteilige Comic-Heftserie Prince Valiant von Dell aus den Jahren 1954 bis 1958 zum Inhalt haben. Text und Zeichnungen kamen von dem US-amerikanischen Comic-Künstler Robert Bob Fujitani (1921–2020). Die darin veröffentlichten Storys gaben im ersten Heft die Filmgeschichte des Prinz-Eisenherz-Spielfilmes von 1954 wieder. Die sechs weiteren Hefte führten diese frei adaptierte Geschichte fort, die – außer den handelnden Hauptpersonen – mit der Foster-Saga allerdings nichts gemeinsam hatte.

## Adaptionen
- 1954: Prinz Eisenherz (Prince Valiant), US-amerikanischer Spielfilm mit Robert Wagner als Eisenherz
- 1991–1994: Die Legende von Prinz Eisenherz, US-amerikanische Zeichentrickserie
- 1997: Prinz Eisenherz (Prince Valiant), irisch-britisch-deutscher Spielfilm mit Stephen Moyer als Eisenherz
- 2011: Die Schauburg in München startete am 11. Januar 2011 eine Serie von Theaterstücken, die den Comic als Vorlage haben.
- 2011: Das Hessische Staatstheater Wiesbaden spielte ab 11. Juni 2011 Prinz Eisenherz in der Dramatisierung von Daniel Heßler.
- 2021–2022: Prinz Eisenherz – Hörbuchserie (LifeTime Audio)